# Стіл (Міссурі)
Стіл (англ. Steele) — місто (англ. city) в США, в окрузі Пеміскот штату Міссурі. Населення — 1853 особи (2020).

## Географія
Стіл розташований за координатами 36°5′41″ пн. ш. 89°51′44″ зх. д. / 36.09472° пн. ш. 89.86222° зх. д. (36.094790, -89.862102).  За даними Бюро перепису населення США в 2010 році місто мало площу 4,84 км², з яких 4,78 км² — суходіл та 0,06 км² — водойми.

## Демографія
Згідно з переписом 2010 року, у місті мешкали 2172 особи в 838 домогосподарствах у складі 551 родини. Густота населення становила 449 осіб/км².  Було 919 помешкань (190/км²).
Расовий склад населення:
| - 77,5 % — білих - 18,7 % — чорних або афроамериканців - 0,5 % — корінних американців - 0,4 % — азіатів - 1,4 % — осіб інших рас |

До двох чи більше рас належало 1,6 %. Частка іспаномовних становила 2,2 % від усіх жителів.
За віковим діапазоном населення розподілялося таким чином: 29,1 % — особи молодші 18 років, 56,0 % — особи у віці 18—64 років, 14,9 % — особи у віці 65 років та старші. Медіана віку мешканця становила 35,4 року. На 100 осіб жіночої статі у місті припадало 87,2 чоловіків;  на 100 жінок у віці від 18 років та старших — 81,8 чоловіків також старших 18 років.
Середній дохід на одне домашнє господарство  становив 47 397 доларів США (медіана — 29 934), а середній дохід на одну сім'ю — 54 308 доларів (медіана — 32 361). Медіана доходів становила 34 783 долари для чоловіків та 23 672 долари для жінок. За межею бідності перебувало 31,4 % осіб, у тому числі 41,5 % дітей у віці до 18 років та 20,2 % осіб у віці 65 років та старших.
Цивільне працевлаштоване населення становило 761 осіб. Основні галузі зайнятості: виробництво — 29,2 %, освіта, охорона здоров'я та соціальна допомога — 25,4 %, роздрібна торгівля — 12,2 %, публічна адміністрація — 8,7 %.